# Štěpán VIII. Razvan
Štěpán VIII. Razvan, rumunsky Ștefan al VIII-lea (Ștefan Răzvan) († prosinec 1595), byl vojvoda z Moldavského knížectví (mezi 24. dubnem 1595 a srpnem 1595).

## Život
Jeho otec byl romský muslim z Osmanské říše, který emigroval na sever od Dunaje do Moldavska, zatímco jeho matka pocházela z moldavského rolnictva. V té době byli všichni Romové, kteří žili na Valašsku a v Moldavsku, otroky. Toto pravidlo se vztahovalo i na všechny romské přistěhovalce, s výjimkou občanů Osmanské říše. Díky této výjimce mohl otec a poté i syn zůstat svobodní a aktivně se podílet na místním životě.
Existují i další teorie o jeho původu, včetně té, která uvádí, že jeho otec byl Rom, který byl otrokem Michala Chrabrého.
Pravděpodobně sloužil v armádě krále Jindřicha IV. Francouzského a poté v armádě Polsko-litevského společenství. Než nastoupil na trůn, byl velitelem gardy Zikmunda Báthoryho a měl titul hejtmana.
Razvan se objevuje jako politický hráč na začátku vlády Michala Chrabrého na Valašsku (1593–1601). Konvertoval z islámu na křesťanství, čímž si vysloužil hněv Osmanů. Měl bojarské společenské postavení a byl kultivovaným mužem. Později se zapojil do politiky Valašska, sousedícího s Moldávií, kde byl za vlády Arona Tyrana jmenován do hospodářské rady v pozici hejtmana. Vedl tažení moldavské armády proti pevnostem Tighina, Kilia, Ackerman a Severní Dobrudža, které tehdy okupovali Turci. Razvan se stal mezi vojáky velmi oblíbeným a s jejich podporou a pomocí transylvánského knížete Zikmunda Báthoryho 24. dubna 1595 svrhl tyrana Arona (jehož důvěra byla mezi obyvatelstvem podkopána).
Jeho vláda netrvala dlouho, protože sousední Polsko-litevské společenství nesouhlasilo se spojenectvím Razvana se Sedmihradskem a Valašskem. V srpnu 1595 vpadli do Moldávie, v důsledku čehož byl Poláky dosazen na trůn Jeremiáš Mohyla. Razvan uprchl ke svým patronům do Sedmihradska, shromáždil posily a vrátil se, kde po rozhodující bitvě, která se odehrála na pláních u Suceavy (3. prosince 1595), po třech hodinách boje zvítězili Poláci. Po bitvě byl Razvan zajat a byl naboden na kůl.